# Ramanayyapeta
Ramanayyapeta là một thị trấn thống kê (census town) của huyện East Godavari thuộc bang Andhra Pradesh, Ấn Độ.

## Nhân khẩu
Theo điều tra dân số năm 2001 của Ấn Độ, Ramanayyapeta có dân số 22.323 người. Phái nam chiếm 51% tổng số dân và phái nữ chiếm 49%. Ramanayyapeta có tỷ lệ 75% biết đọc biết viết, cao hơn tỷ lệ trung bình toàn quốc là 59,5%: tỷ lệ cho phái nam là 79%, và tỷ lệ cho phái nữ là 71%. Tại Ramanayyapeta, 11% dân số nhỏ hơn 6 tuổi.